# Parandra heterostyla
Parandra heterostyla är en skalbaggsart som beskrevs av Auguste Lameere 1902. Parandra heterostyla ingår i släktet Parandra och familjen långhorningar.
Artens utbredningsområde är Sulawesi. Inga underarter finns listade i Catalogue of Life.